# آهیمسا (فیلم ۱۹۸۱)
آهیمسا (انگلیسی: Ahimsa) یک فیلم به کارگردانی آی. وی. ساسی است که در سال ۱۹۸۱ منتشر شد. از بازیگران آن می‌توان به مموتی و موهن لال اشاره کرد.